# Teemu Selänne
Teemu Ilmari Selänne (Helsinki, 1970. július 3. –) olimpiai ezüstérmes és Stanley-kupa-győztes finn jégkorongozó. 2017-ben beválasztották a Jégkorong Hírességek Csarnokába (HHOF).

## Kezdetek: Jokerit
Már elég korán belekóstolt a sikerbe, mivel 1988-ban megnyerte az A osztályos finnországi junior bajnokságot. Két évvel később már a felnőtt csapat keretében lépett jégre, ahol 11 meccsen 12 pontot termelt összesen. A következő szezont már tapasztalattal felvértezve teljesítette, 44 összecsapáson 56 egységgel járult hozzá a csapat sikereihez. Az 1991-'92-es bajnokságot megnyerte a Jokerit Helsinki, Selänne pedig megnyerte a Aarne Honkavaara-trófeát, mint a szezon gólkirálya. Ezen felül ő szerezte a legtöbb pontot a rájátszásban.

## Winnipeg Jets
Az 1988-as NHL-drafton a Winnipeg Jets a 10. helyen foglalta le a játékjogát. A finn sorkatonai szolgálatot ennek ellenére nem tudta megúszni, 2 évet otthon kellett töltenie, ahol szakmájának köszönhetően óvodai-nevelői munka keretein belül tudta le a kötelezettségét. Winnipeg-be történő megérkezését követően a vezetőségnek jelezte azon szándékát, hogy a "8"-as mezben szeretne játszani, de az akkor még csak csapattársként jelenlévő Randy Carlyle is ezt a számot viselte. Így Teemu a 13-as számmal a hátán korcsolyázott ki minden Jets-felszerelésben töltött meccsére. A sors furcsa fintora, hogy Carlyle 13 évvel később edzője lett az Anaheim Ducks-nál, ahol az egykori csapattárs iránti tiszteletből újra a 13-as numera szerepelt a finnek üdvöskéjének mezén.
Első Jets-es szezonjában 76 gólt szerzett, ami a mai napig regnáló rekord, továbbá a szezon végén a neve mellett talált 132 pontnál sem szerzett többet azóta első éves játékos. Ebben az évben betermelt góljainál azóta sem szereztek többet az NHL berkein belül.

## Az első lockout ideje: Jokerit 2.0
Az NHL-es legendával, Jarri Kurri-val karöltve visszatért Finnországba, ameddig az NHL-ben a játékossztrájk tartott. 20 meccsen 7 gólt, összesen 19 pontot szerzett, és tagja volt annak a Jokerit-nek, amelyik 1995-ben Európa kupát nyert.

## Vissza az NHL-be: Winnipeg Jets
A lockout után visszatért az újvilágba, ahol a maradék 45 összecsapáson jégre lépett, és 48 ponttal zárt. 1996. február 7-én addigi karrierje új fejezetet vett, egy csere keretein belül a nemrég megalakult Mighty Ducks of Anaheim-be került. Mindenfajta túlzás nélkül kijelenthetjük, fénykora is erre az időszakra datálódik, hiszen a Paul Kariya-val alkotott kettősük gyakorlatilag megoldhatatlan akadály elé állította az ellenfeleket. 1998-ban és 1999-ben is a liga gólkirálya lett és ő az első játékos, akinek kiosztották a Maurice "Rocket" Richard-trófeát, amit minden évben a legtermékenyebb gólvágó kap.

## San Jose Sharks
2001. március 5-én az Anaheim egyfajta vérfrissítésre hivatkozva elcserélte őt a San Jose csapatához. Selanne azóta nem lépte át a 100 pontos határt, noha kifejezetten jó szezonokat produkált a cápák felszerelésében. A 2002-2003-as szezonban Selanne jelentős formaingadozást mutatott, amelynek köszönhetően a cserestop napján majdnem New Jersey-be cserélték Scott Gomez-ért cserébe. Ám az utolsó pillantaban Selanne megvétózta az átigazolást, és maradt Kaliforniában.

## 2004: Colorado Avalanche
Két teljes szezont követően Paul Kariya-val együtt a denveri csapathoz igazoltak, ahova a kupa reményében érkeztek. Ám mind a ketten rendkívül gyenge szezont játszottak, Kariya-t sérülések, Selanne-t pedig beilleszkedési gondok hátráltatták, aminek köszönhetően élete leggyengébb szezonját produkálta. Coloradóból bottal zavarták el, azóta sem szívesen látott vendég a Pepsi Center háza táján.

## Lockout
Az amerikai major-sportok tekintetében először fordult elő olyan, hogy egy teljes szezon maradjon el. Alanyunk második alkalommal tért vissza az öreg kontinensre, ahol ugyan leszerződött a Helsinki gárdájához, két komoly térdműtétnek hála egy találkozón sem lépett pályára.

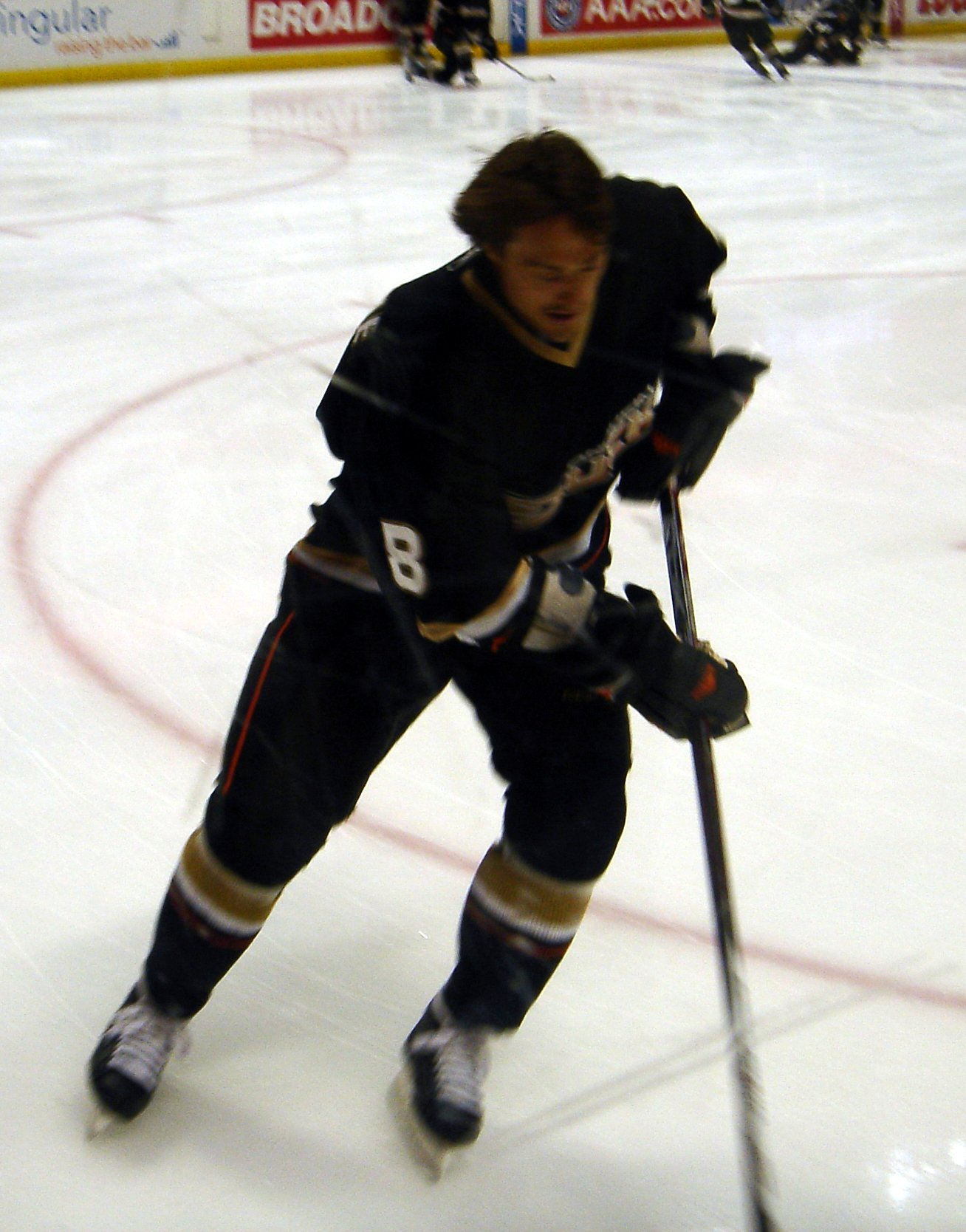
Teemu Selänne a Ducks mezében melegít

## Anaheim Ducks
2005. augusztus 22-én, 2 térdműtétet követően, 5 év elteltével visszatért Anaheim-be. Diszkontárnak számító 1 millió dolláros szerződésért, 1 évre. A rehabilitációja a vártnál lényegesen jobban sikerült, 40 gólt, összesen 90 pontot szerzett 80 meccsen. Külön pikantéria, hogy mindezt a régi játszótárs, Kariya nélkül érte el. A szezon közben megszerezte 1000. pontját is, amivel ő a 70. játékos a liga történetében, viszont csak a 7. európai, aki átlépte ezt a határt. Bombaformájának köszönhetően újra elit játékosként tekintettek rá, a szezon végén a Bill Masterton trófea elnyerésével pedig feltette a pontot az "i"-re.
Szerződése megújítását követően (szintén nagyon barátinak számító 3,75 millió dollár, ismételten 1 évre) visszacserélte az addig viselt 13-as számot a korábban már viselt 8-asra. A szezonban megszerezte az 500. NHL-es gólját, amivel ő lett a 2. finn származású játékos, aki immáron félezer egységnél jár. 24 találattal később pedig minden idők 27. leggólerősebb játékosa lett. Ebben a kiírásban 48 gólig ment, amely azért érdekes, mert ő az első játékos a történelemben, aki 35. életévét betöltve két egymást követő szezonban is 40, vagy annál több gólt szerzett. Ebben a szezonban a Ducks megszerezte fennállása első Stanley kupáját, míg Teemu volt a döntő legidősebb játékosa.
Ezt követően ugyan nem hivatalosan, de bejelentette visszavonulását. Ám decemberben egy finn napilapnak adott interjújában kijelentette, hogy januárban visszatér. Ígéretét megtartva január 28-án ismét pályán volt, 2 héttel később megdöntötte Paul Kariya addig regnáló rekordját, és vált a Ducks történetének legponterősebb játékosává.
2009-ben a szezont 579 góllal zárta, megelőzve két NHL-es legendát, Mike Bossy-t és Guy LaFleur-t. 23 gól választja el attól, hogy megdöntse gyerekkori játszótársa, és volt csapattársa, Jarri Kurri rekordját, és minden idők legtöbb gólt szerző finn játékosa legyen.
2009. június 27-én bejelentette, hogy utolsó szezonját kezdi meg a profik között, megítélése szerint az NHL nem az olyan idős játékosoknak való, mint ő. Talán ez is közre játszik abban, hogy régi barátja Saku Koivu a Ducks szerződésajánlatát fogadta el.

## Magánélet
- Teemu házas ember, 1996. július 19-én házasodott össze a népszerű finn TV-s személyiséggel, Sirpa Vuorinen-nel. 4 gyermek édesapja, 3 fiú (Eemil, Eetu és Leevi), illetve 1 lány (Veera Johanna). Jelenleg Anaheim külvárosában, Coto de Case-ban élnek.
- Közismert dolog, hogy Selanne autógyűjtéssel foglalkozik (egyike azoknak, akik boldog tulajdonosa egy Ferrari Enzo-nak), ezen felül golf és autóverseny rajongó. Ha alkalom adódik rá, csatlakozik a saját maga által finanszírozott rally csapathoz versenyzőként hazájában, Finnországban.
- A Stanley kupa megnyerését követően vett egy jachtot, amelyet egyik barátja összetört Finnországban.
- Mielőtt megérkezett az NHL-be, óvodapedagógusnak tanult 3 évig.
- 3 különböző sportban is korosztályos válogatott volt (jégkorong, labdarúgás, curling).